# Dinastía alávida

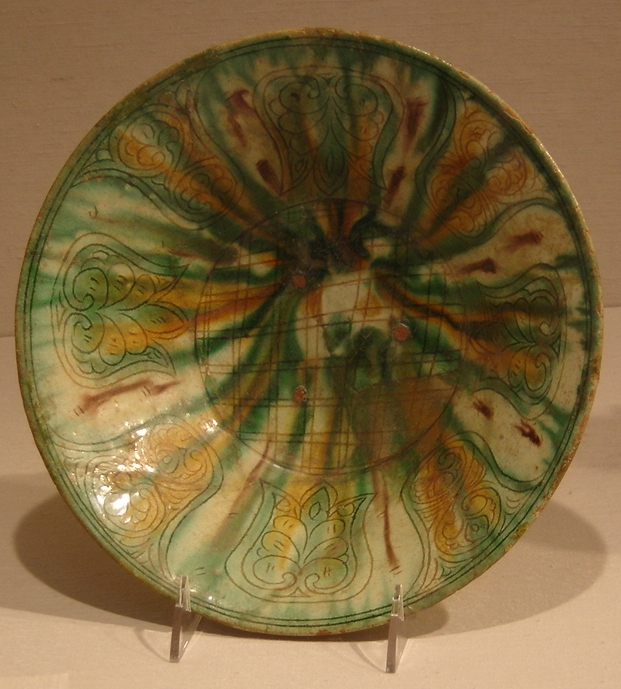
Arte de la época alávida: bol con línea blanca, diseño inciso, coloreado y vidriado. Excavado en Sabz Pushan, Nishapur, Irán, -. Museo Metropolitano de Arte de Nueva York.

Los alávidas, alavíes o alavianos (en persa: سلسله علویان طبرستان‎) fue una dinastía que gobernó un emirato chií establecido entre el mar Caspio y la montes Elburz, en las zonas septentrionales iraníes de Tabaristán, Dailam y Guilán, con base en Mazandarán. Sus miembros eran descendientes del segundo imán chií (el imán Hasan ibn Ali) y la dinastía llevó el islam a la región iraní al sur del mar Caspio. Su reino acabó cuando fue derrotada por el Imperio samánida en el año 928. Después de su derrota, algunos de los soldados y generales de los alávidas se unieron a la dinastía samánida. Mardavij, el hijo de Ziar, fue uno de los generales que se unieron a los samánidas. Más tarde fundó la dinastía ziyárida. Ali, Hasán y Ajmad, hijos de Buye y que fueron los fundadores de la dinastía búyida, estuvieron también entre los generales de la dinastía alávida que se unió al ejército samánida.

## Emires alávidas
- Hassan ibn Zeid "Da'i Kabir" "Gran Misionero"   (864-883)
- Mohammad ibn Zeid (883-900)
- Samánidas capturan Tabaristán y alávidas huyen a Guilán en exilio  (900-913)
- Hasan ibn Ali “Nasir Kabir” “Gran Defensor” (913-916)

División de alávidas: anti-samánidas y pro-samánidas:
Anti-samánidas:
- Hassan ibn Qasim “Da’i Saqir” “Joven Misionero” (916-928)

Pro-samánidas:
- Ahmad ibn Hassan “Nasir Kabir” (916-923)
- Jafar ibn Hasan “Nasir Kabir” (916-924)
- Mohammad ibn Ahmad (924-927)
- Hassan ibn Ahmad (927)